# 今宮純
今宮 純（いまみや じゅん、1949年3月18日 - 2020年1月4日）は、日本のモータースポーツ・ジャーナリスト。日本モータースポーツ記者会（JMS）会員。
妻は翻訳家・ジャーナリストの今宮雅子。

## 経歴
神奈川県小田原市出身。神奈川県立平塚江南高等学校、慶應義塾大学文学部図書館学科卒業。
大学時代から自動車研究会に所属するかたわら、アルバイトを兼ねて「カーグラフィック」などの自動車専門誌にレース関連の記事を寄稿していた。1973年にはヨーロッパへ取材を兼ねたレース観戦旅行に出かけ、F1オランダGPを観戦した。大学卒業後もフリーのジャーナリストとしてレース雑誌を中心に執筆活動を続けたが、当時は第一次オイルショック直後で日本の自動車メーカーが一斉にワークス活動から手を引いた時期であり、フリーの今宮もジャーナリストとしての仕事がほとんどもらえない状態だったため、一時パチプロとして生計を立てていた時期もあったという。
1976年、F1日本初開催の「F1世界選手権イン・ジャパン」を密着取材し、4万字のレポートを「オート・テクニック」に寄稿した。以降はレギュラーの仕事が増え、海外でF1やル・マン24時間レース、ヨーロッパF2を取材する。
1981年からはTBS系で放送された全日本F2選手権や富士GCシリーズのテレビ中継でピットレポーターを務めたほか、世界耐久選手権（WEC）やインディ500のテレビ中継で解説を務める。当時ピットレポーターとしてコンビを組んでいたのが安藤優子で、全日本F2選手権を舞台にした東宝映画『F2グランプリ』（1984年公開）に本人役で共に出演している。また1994年のF1パシフィックGPでは安藤がゲストリポーターを務め、久々のコンビ復活となった。
1987年より、フジテレビが『F1グランプリ』としてF1全戦の中継を開始し、レギュラー解説者として起用された。同局の『プロ野球ニュース』のF1コーナーや情報番組『F1ポールポジション』にも出演していた。また、東京中日スポーツが1990年の紙面リニューアルでモータースポーツ面を強化したことに伴い、同紙のスーパーバイザーに就任している。日本でF1ブームが過熱すると今宮の認知度も高まり、解説・執筆・講演など多方面の活動を通じて、モータースポーツを世間に広める役割を果たした。
1994年のサンマリノGPでアイルトン・セナが事故死し、レース後の生中継では号泣しながら「とくにモータースポーツに働いているものの一人とすれば、やはり受け止めなければいけない」、「こういう事実から、モータースポーツは、続いていくんですね」、「来来週は、モナコグランプリですが、セナはいませんが、F1は続いていくわけです」とコメントした。1995年は同じくフジテレビが全戦の放映権を取得した全日本F3000選手権の専属解説者を務め、翌1996年から再びF1中継の解説に復帰。2003年からは地上波中継から離れ、川井一仁と共にフジテレビ721→フジテレビNEXTで生中継されるF1中継の解説を担当した。
2020年1月4日、虚血性心疾患のため東京都内の自宅で急死した。70歳没。6日前の2019年12月29日付の公式ツイッターに、F1ファンへの年末の挨拶のメッセージを残していた。
今宮の死去後、中嶋悟は取材を受け「僕はあまりジャーナリストと親しくならないけど、普通に話をできる数少ない相手でした。天国のサーキットを下調べしといてよ。僕のことも含めて日本と世界のレースを世に知らしめ続けてくれて、本当にありがとう。」と今宮への感謝を語った。

## 主な著書
- エキサイティングエフ・ワン（曜曜社出版 1987 ISBN 4-89692-038-4）
- F1大百科シリーズ（勁文社 ケイブンシャブックス）
- 1/1000秒の攻防 後藤治との対話から（勁文社 1990 ISBN 4-7669-1118-0）
- F1おもしろクイズグランプリ（三推社 別冊ベストカー 1991 ISBN 4-06-178498-6）
- F1ロマネスク（勁文社 1992 ISBN 4-7669-1604-2）
- ミスターF-1 フライング・ジャパニーズ 中嶋悟の20年（小学館 1992 ISBN 4-09-363401-7）
- F1グランプリ パドック・パス 1992（講談社 1992 ISBN 4-06-205824-3）
- モータースポーツ・ジャーナリスト 青春編（三樹書房 1998 ISBN 4-89522-230-6）
- F1ドキュメント（山海堂 2000 ISBN 4-381-02174-6）
- 流転。F1ジャパン・グランプリ1976（東方出版 2014 ISBN 4-8094-1209-1）